# Pforzheim

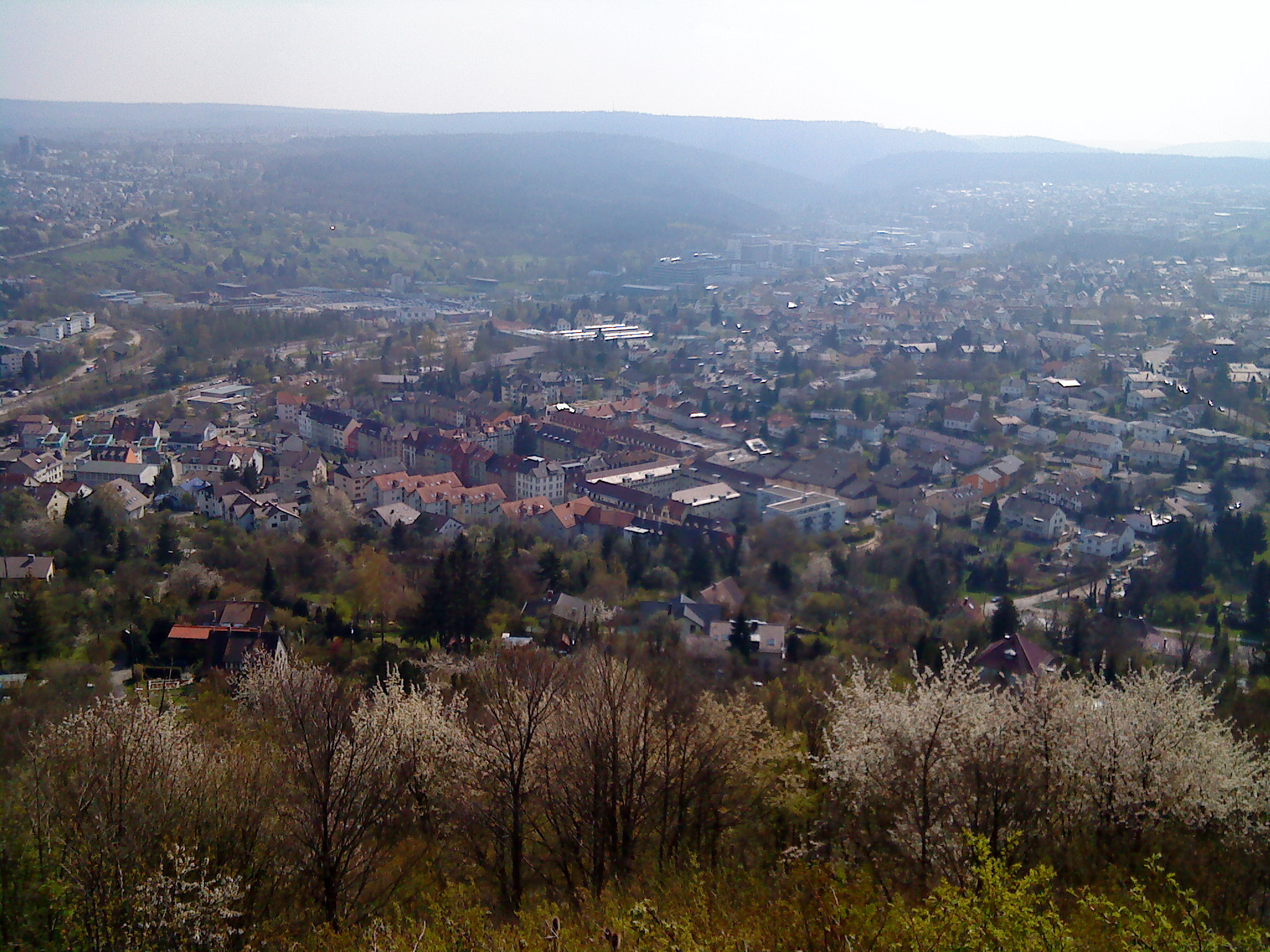
Pforzheim

Pforzheimⓘ este un oraș din vestul landului Baden-Württemberg, Germania.

## Personalități marcante
- Die Flippers